# شهروز افخمی
شهروز افخمی از اعضای جبهه پایداری، نمایندهٔ دورهٔ نهم مجلس شورای اسلامی و عضو کمیسیون اجتماعی مجلس شورای اسلامی از حوزهٔ انتخابیهٔ ملکان در استان آذربایجان شرقی است.